# Sitzkiste
Die Sitzkiste (auch „technische“ Sitzkiste) ist ein im Maßstab 1:1 konstruiertes Versuchs- oder Lehrmodell zur Darstellung eines automobilen Interieurs. Sie dient zur Untersuchung der Ergonomie, Sichtbarkeit oder des Qualitätseindruckes, um die Gestaltung des Fahrzeuginnenraums zu optimieren.